# 8. Sinfonie (Mjaskowski)
Die Sinfonie in A-Dur op. 26 ist die achte Sinfonie des Komponisten Nikolai Jakowlewitsch Mjaskowski.

## Entstehungsgeschichte
Die achte Sinfonie war die erste Sinfonie, die Mjaskowski als Mitglied der ASM (Assoziation für zeitgenössische Musik) schrieb. Die Skizzen des Werks waren am 18. August 1924 abgeschlossen. Die Sinfonie sollte als Thema die Geschichte des Stepan Rasin haben und Mjaskowski benutzte eine Melodie, welche er zunächst für ein Lied über den Anführer des Aufstands gegen das Zarenreich gehalten hatte. Später stellte sich jedoch heraus, dass das Lied einen anderen Inhalt hatte und der Komponist musste große Teile der Sinfonie wieder umarbeiten. So verzögerte sich die Arbeit an dem Werk und Mjaskowski konnte sie erst 1925 beenden. Mit der Behandlung eines russischen Volksaufstandes folgte Mjaskowski einem Trend der 1920er Jahre. So hatte M. Triodin eine Oper über den gleichen Stoff geschrieben und Konstantin Trenjow und Andrei Paschtschenko die Geschichte des Pugatschow-Aufstand behandelt. Zur Zeit der achten Sinfonie herrschte in Moskau und besonders am Konservatorium unter seinen Schülern eine regelrechte Mjaskowski-Begeisterung. Dies war vor allem seinen pädagogischen Kompetenzen und dem Erfolg der vorangegangenen Sinfonien zu verdanken und garantierte dem Komponisten bei weiteren Aufführungen die Unterstützung des Publikums, unter dem regelmäßig viele seiner Schüler waren.

## Analyse
Die monumentale achte Sinfonie ist nach der sechsten Sinfonie das zweitlängste Werk Mjaskowskis und nach der fünften Sinfonie erst die zweite Dur-Sinfonie. Genau wie bei der ebenfalls viersätzigen sechsten vertauscht Mjaskowski die Satzfolge, sodass das Scherzo an zweiter und der langsame Satz an dritter Stelle steht.
Den ersten Satz beschrieb Mjaskowski wie folgt: „... Epik, Erzählung, Steppe, Natur.“ Das Themenmaterial ist sehr volksliednah und bewegt sich eher im fis-Moll- als im A-Dur-Bereich. Der Satz folgt der Sonatenform. Die Naturbilder, die Mjaskowski hier schafft, bilden die Basis für die Geschichte des Stepan Rasin.

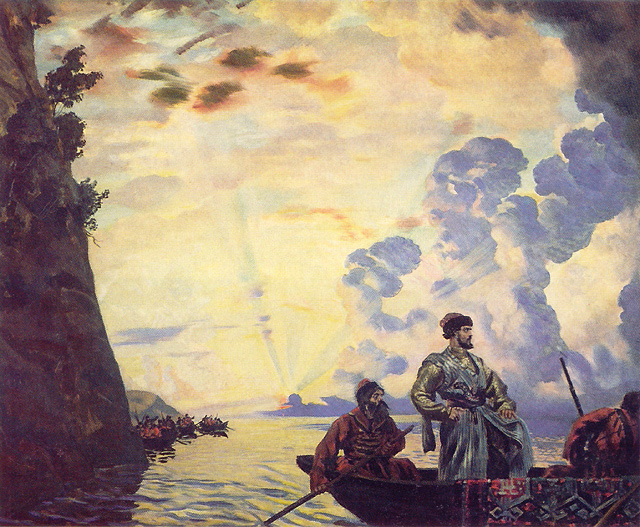
Boris Michailowitsch Kustodijew: Stenka Rasin (1918), Öl auf Leinwand

Das Scherzo folgt der Form A-B-A und steht im 7/4-Takt. Die Themen, die alle mit dem Thema „Wasser“ zu tun haben, sind die Melodien Es schwamm ein Entlein übers Meer und O laiche nicht, du kleiner Hecht, mein Fischlein aus Rimski-Korsakows Hundert russische Volkslieder sowie eine eigene Melodie aus seiner Studienzeit. Das Scherzo stellt die Szene dar, in der Rasins Boote auf dem Fluss schwimmen und er schließlich seine Geliebte, eine persische Fürstin, in die Wolga wirft.
Im dritten Satz entfernt sich Mjaskowski von der Vorlage und schafft eine lyrische Atmosphäre. Der Satz hat ebenfalls die Form A-B-A, doch unterscheidet er sich vom Scherzo vor allem dadurch, dass der volle und teilweise chaotische Orchesterklang hier einer sparsamen und manchmal solistischen Instrumentierung weicht. So wird das Hauptthema zunächst vom Englischhorn vorgetragen. Bei diesem Thema handelt es sich um ein baschkirisches Volkslied, das später so verändert wird, dass es orientalische Züge annimmt. Hier zeigt sich die Nähe Mjaskowskis zu den klassischen Vorbildern, die sich oftmals der Verarbeitung von orientalischem Material zugewandt hatten (beispielsweise Rimski-Korsakow in Scheherazade).
Das Finale beschreibt den Kampf Rasins und seinen Tod. Das thematische Material entstammt nach Mjaskowskis eigener Aussage unter anderem  „einigen Wolga-Liedern“. Im Mittelpunkt dieses Rondos stehen dabei die Heldentaten der Kämpfer, der Tod Rasins wird erst in der Coda behandelt und mit einem übermäßigem Schlussakkord dargestellt.
Die achte Sinfonie weist eine deutlich schärfere Tonsprache auf als die früheren Sinfonien, auch wenn die lyrischen Passagen noch sehr präsent sind. Mjaskowski beweist hier seine herausragenden Fähigkeiten der Instrumentierung, die nach eigener Aussage im Finale „besonders brillant“ ist. An Prokofjew schrieb er: „In dieser Sinfonie habe ich eifrig versucht, das Orchester als etwas Lebendiges und Individuelles zu betrachten und (analog zu Skrjabin!) ‹verborgene Bestrebungen ans Licht zu holen›.“

## Rezeption und Kritik
Das Werk wurde am 23. Mai 1926 uraufgeführt und war wie alle Sinfonien der 20er Jahre ein Erfolg. Besonders gut kam die Sinfonie beim jüngeren Publikum an, da unter ihnen viele Schüler des Komponisten waren. Mjaskowski berichtet von der Uraufführung, das Scherzo sei ein „unvorstellbares Durcheinander“ gewesen. Wie fast alle früheren Sinfonien wurde auch die achte über die Grenzen Russlands hinaus bekannt. So wurde sie später von Friedrich Stock in Amerika aufgeführt.